# Claudia Brücken
Claudia Brücken (født 7. december 1963 i Berching, Oberpfalz, Tyskland) er en tysk sangerinde kendt fra 1980'ernes 'Abba goes to hell' Propaganda. Bandet var banebrydende i 1980'erne med singler som "Dr. Mabuse" og "P-Machinery". Claudia har siden arbejdet med Thomas Leer under navnet Act og med Apoptygma Berzerk og Andrew Poppy m.fl.
Claudia arbejder for tiden med Paul Humphreys fra Orchestral Manoeuvres in the Dark under navnet OneTwo. De har udgivet albummet "Instead".

## Eksterne links
- http://www.theremusic.com/home.html Arkiveret 2. oktober 2011 hos  Wayback Machine
- http://claudiabrucken.free.fr/disco/disco.html
- Everyone Says Hi" youtube.com
- Claudia Brücken på Discogs
- Claudia Brücken på MusicBrainz
- Claudia Brücken på VGMdb